# پیسچیوتا
پیسچیوتا (به ایتالیایی: Pisciotta) یک کومونه در ایتالیا است که در استان سالرنو واقع شده‌است. پیسچیوتا ۳۰ کیلومتر مربع مساحت و ۲٬۷۴۸ نفر جمعیت دارد.